# Sudzinek
Sudzinek [pronunciación en polaco: /suˈd͡ʑinɛk/] es un pueblo ubicado en el distrito administrativo de Gmina Żytno, dentro del Distrito de Radomsko, Voivodato de Łódź, en Polonia central. Se encuentra aproximadamente a 15 kilómetros al este de Żytno, a 31 kilómetros al sureste de Radomsko, y a 98 kilómetros al sur de la capital regional Łódź.